# Bhikhan
Bhikahn est un bhagat mal connu; cependant deux de ses compositions sont incluses dans le Guru Granth Sahib. Les dates supposées de son passage terrestre sont 1480-1573. C'était un saint hindou du Moyen Âge, il était très savant à l'époque de l'empereur Akbar. Il a cependant vécu une vie simple, de chef de famille. Il avait la réputation d'être humble dans sa vie comme dans sa pensée. Selon la tradition, il vivait à Lucknow en Inde. Ses hymnes dans le Guru Granth Sahib reflètent son dévouement envers le Nom de Dieu, qu'il décrit comme « le remède de tous les maux du monde ».
Bhakta Bhikhan était le surnom de cet Hindou qui aimait appeler dieu Hari, un des synonymes de Vishnou.
Un autre personnage renommé portant de le nom de Bhikhan le Soufi a vécu à peu près à la même époque.

## Source
- Bhaghat Bhikhan dans Wikipédia en anglais.